# Historia Amsterdamu

## Średniowiecze
Początki miasta sięgają XIII wieku. W 1225 r. na zachodnim brzegu (Nieuwendijk) wybudowano pierwsze drewniane domy, a nieco później (ok. 1250) powstały także zabudowania po wschodniej stronie (Warmoesstraat), między nimi ok. 1250 r. wybudowano śluzę (Dam). W ten sposób powstała zatoka. Wioska padała ofiarą licznych powodzi, co sprawiało, że uprawa ziemi była prawie niemożliwa. W związku z tym mieszkańcy zaczęli zajmować się rybołówstwem i żeglugą, a zatoka szybko przekształcała się w port handlowy.

W 1275 r., gdy Amsterdam znajdował się pod jurysdykcją biskupa Utrechtu, hrabia Holandii Floris V Holenderski przyznał rybakom prawo wolności od podatków. 

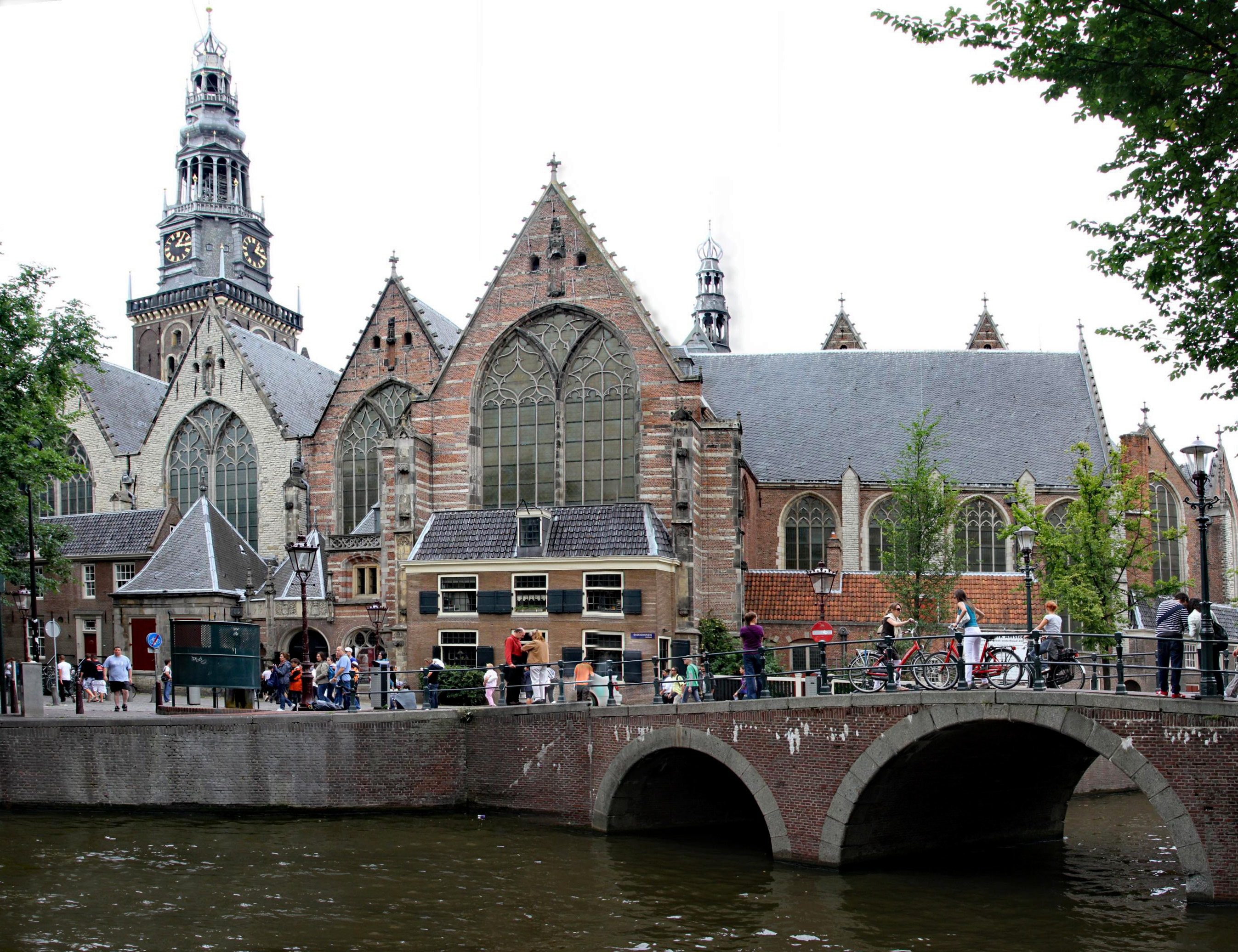
Oude Kerk

 Oznaczało to, że rybacy z Amsterdamu mogli podróżować i handlować w całym hrabstwie bez płacenia podatków. Prawo to miało nie tyle pomóc rybakom, co raczej uderzyć w interesy możnych z Utrechtu, którzy chcieli pozostać niezależni od Holandii i chcieli, aby mieszkańcy znad rzeki Amstel stanęli po ich stronie. Wraz z nowym prawem stało się to mało prawdopodobne – mieszkańcy miasta oddali się pod panowanie hrabiego Holandii. W 1296 r. możni utrechccy zamordowali Florisa V i Amsterdam ponownie trafił pod panowanie biskupstwa. Około 1300 r. (prawdopodobnie 1306) Amsterdam otrzymał od biskupa Utrechtu Gwijde van Henegouwen prawa miejskie. Po śmierci biskupa w 1317 r. hrabia Wilhelm III odziedziczył Amsterdam i w ten sposób miasto znalazło się znów pod panowaniem Holandii.
W 1323 r. miasto otrzymało prawo wyłączności na import piwa z Hamburga. Amsterdam czerpał też znaczne korzyści z handlu śledziami, dzięki czemu ożywił się handel z miastami Hanzy znad Morza Bałtyckiego, skąd docierało do miasta zboże i drewno. W 1342 r. hrabia Wilhelm IV nadał miastu „Wielki Przywilej”, dzięki któremu umocniła się jeszcze pozycja Amsterdamu – w XV wieku stał się on najważniejszym miastem handlowym Holandii.
W połowie XIV wieku miasto stało się także celem pielgrzymek, co spowodowało dalszy wzrost jego znaczenia. Zgodnie z legendą 12 marca 1345 r. miał miejsce cud amsterdamski – w domu przy Kalverstraat wrzucona do ognia hostia nie spłonęła. Do dziś na pamiątkę tego zdarzenia odbywa się co roku rzymskokatolicka procesja – Stille Omgang. W średniowieczu w mieście wybudowano kilka kościołów m.in. Oude Kerk i Nieuwe Kerk oraz ponad dwadzieścia klasztorów.
Miasto rozrastało się – w 1300 r. Amsterdam liczył ok. 1000 mieszkańców, a w 1400 r. już 3000. Pod koniec XV wieku powstały kanały – Singel, Kloveniersburgwal i Geldersekade.
Amsterdam miał w średniowieczu władze miejskie złożone z przedstawicieli mieszczan. W XV wieku Filip Dobry chciał włączyć Amsterdam pod swoje panowanie, ale napotkał sprzeciw Jacoby van Beieren – córki Wilhelma VI. Amsterdamczycy stanęli jednak po stronie Filipa Dobrego i wuja Jacoby – Jana van Beieren. W XV i XVI wieku życie kulturalne Amsterdamu to głównie festiwale uliczne. Dopiero pod koniec XVI wieku Amsterdams Rederijkerskamer (Amsterdamska Izba Retoryki) zaczęła organizować konkursy recytatorskie poezji i dramatu.

## XVI wiek. Początek wojny osiemdziesięcioletniej

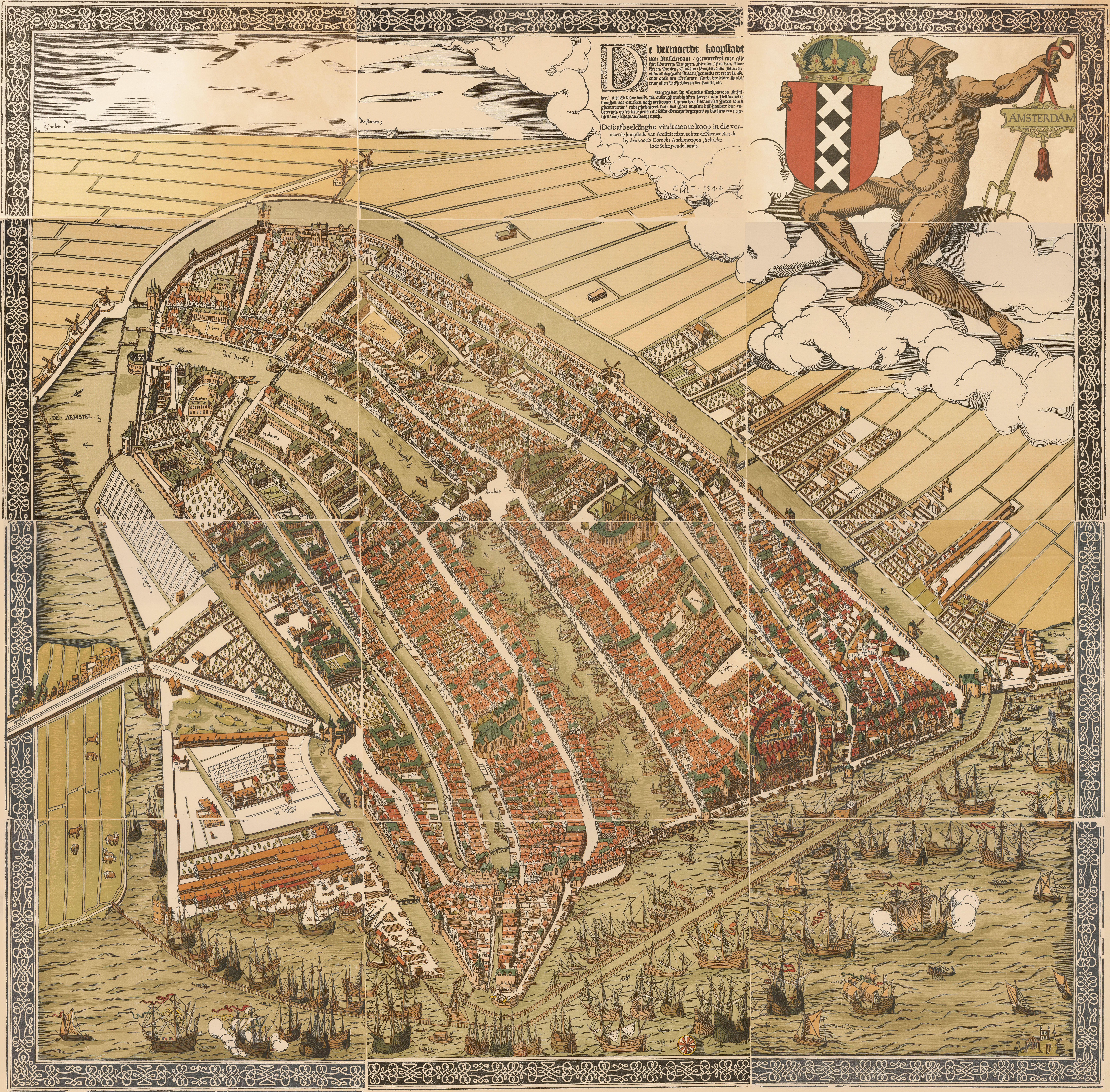
Amsterdam ok. 1544, zanim powstały półkoliste pierścienie kanałów

Dzięki żegludze i handlowi Amsterdam rósł w siłę – przywożono tutaj towary z południa i północy, tutaj również przetwarzano je i sprzedawano. W Amsterdamie rozwinęły się: kartografia, drukarnie, banki i towarzystwa ubezpieczeniowe. Amsterdam stał się największym miastem Holandii i ok. 1580 r. liczył ponad 30 tys. mieszkańców.
Przez długi okres podczas reformacji w Europie Amsterdam pozostawał miastem katolickim, jednak w końcu i tu zwyciężył protestantyzm. W 1535 r. miały miejsce w Amsterdamie demonstracje na rzecz równości religii, które zostały krwawo stłumione, a rada miejska, która przez długi czas tolerowała protesty mieszkańców, została zastąpiona znacznie surowsza władzą. Chociaż amsterdamczycy podeszli dość entuzjastycznie do wydarzeń z 1566 r. (rewolta ikonoklastów), to już na początku powstania (wojna osiemdziesięcioletnia) w Niderlandach przeciw Filipowi II Amsterdam stanął po stronie katolickiego króla Hiszpanii. Po zwycięstwie w bitwie o Haarlem, które Hiszpanie zawdzięczali w dużej mierze pomocy mieszkańców Amsterdamu, przyszła dotkliwa porażka i w 1578 r. Amsterdam zawarł przymierze z innymi miastami Niderlandów, stając w walce po stronie księcia Wilhelma Orańskiego. Wkrótce w mieście zapanowały rządy protestantów i sprzymierzeńców Wilhelma. Kiedy Hiszpanie przejęli Antwerpię w 1585 r., Amsterdam wykorzystał okazję, aby stać się jeszcze ważniejszym miastem na handlowej mapie Europy – wielu uciekinierów z Antwerpii schroniło się w Amsterdamie i tu odbudowywało swoje interesy. Równie dobry wpływ na zamożność miasta mieli bogaci Żydzi, którzy przybywali tu z Portugalii i Hiszpanii, gdzie byli prześladowani. Pod koniec XVI wieku z Amsterdamu wypływały pierwsze statki do Indii. Rejsy te okazały się ogromnym sukcesem finansowym, co jeszcze bardziej wzmocniło znaczenie miasta.

## Złoty wiek
Wiek XVII to w historii Amsterdamu i całej Holandii złoty wiek. Kwitł wtedy handel, miasto stawało się coraz bogatsze, było ośrodkiem żeglugi i kultury. W 1602 r. Amsterdam stał się największym udziałowcem w Holenderskiej Kompanii Wschodnioindyjskiej – pierwszej na świecie spółce z ograniczoną odpowiedzialnością. Inwestowali w nią nie tylko kupcy, ale także mieszczanie. 

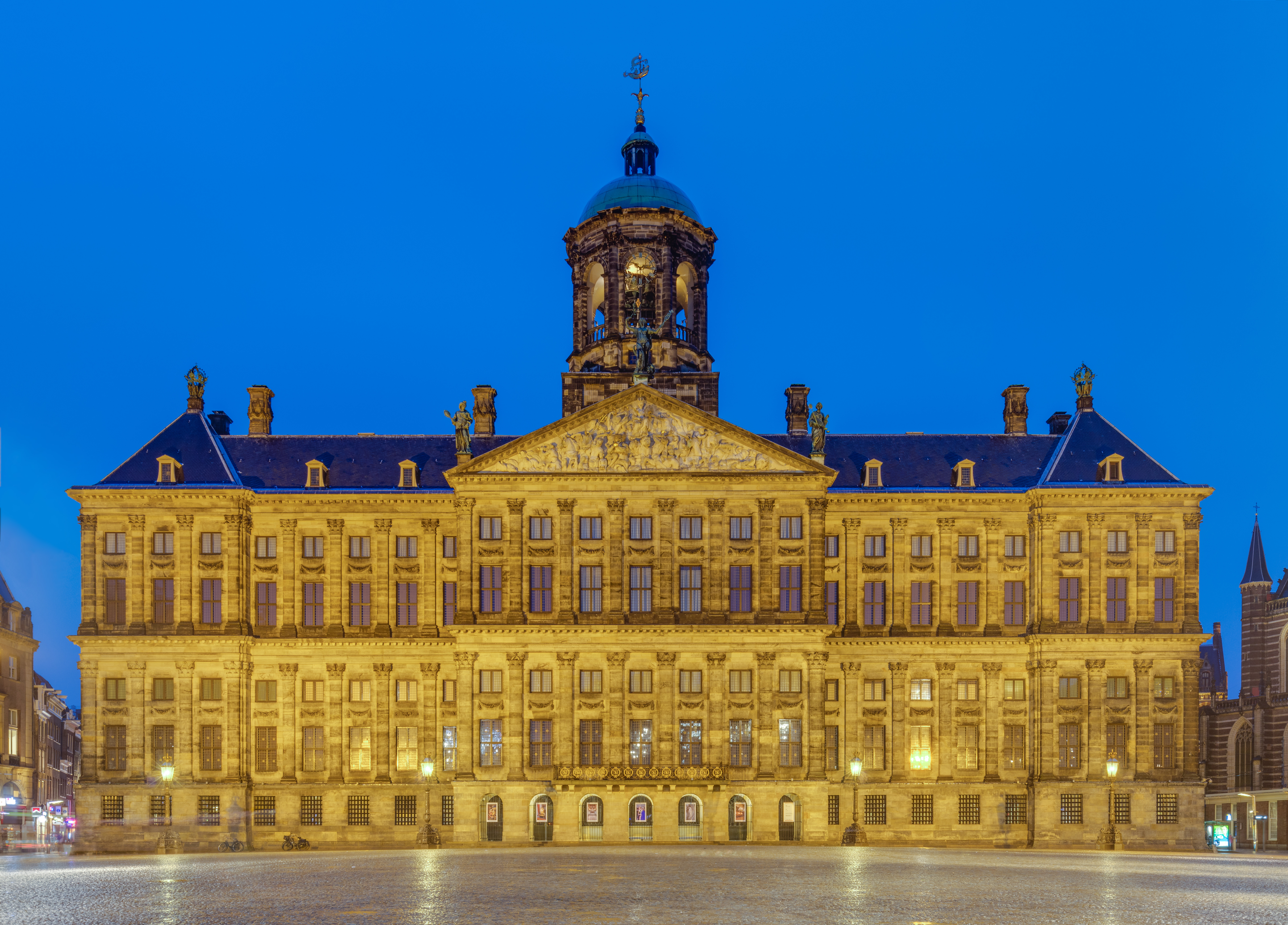
Ratusz według projektu Jacoba van Campena. Obecnie pałac królewski

 Wkrótce KW stała się międzynarodową organizacją z oddziałami (faktoriami) w kilkunastu krajach azjatyckich. W 1621 r. powstała Kompania Zachodnioindyjska, która przez wieki zarządzała holenderskimi koloniami – Nową Holandią, Curaçao, Surinamem i w Brazylii. W tym czasie powstała też w mieście giełda Beurs i Amsterdamsche Wisselbank (Amsterdamski Bank Wekslowy) – bank, który zdobył światową sławę. Amsterdam stał się w ten sposób także centrum finansowym.
W 1648 r. wojna z Hiszpanią zakończyła się pokojem w Munsterze (część pokoju westfalskiego) i powstała niepodległa republika pod panowaniem Wilhelma I Orańskiego. Amsterdam pozostawał poza centrum życia politycznego, jednak miał duży wpływ na rządy dzięki swojemu bogactwu. W XVII wieku liczba mieszkańców miasta wzrosła do 210 tys. Miasto rozbudowywało się – w latach 1612-1663 powstała, tak dziś charakterystyczna dla miasta, sieć kanałów. Przy największych z nich Herengracht, Keizersgracht i Prinsengracht powstawały wspaniałe domy burżuazji. 

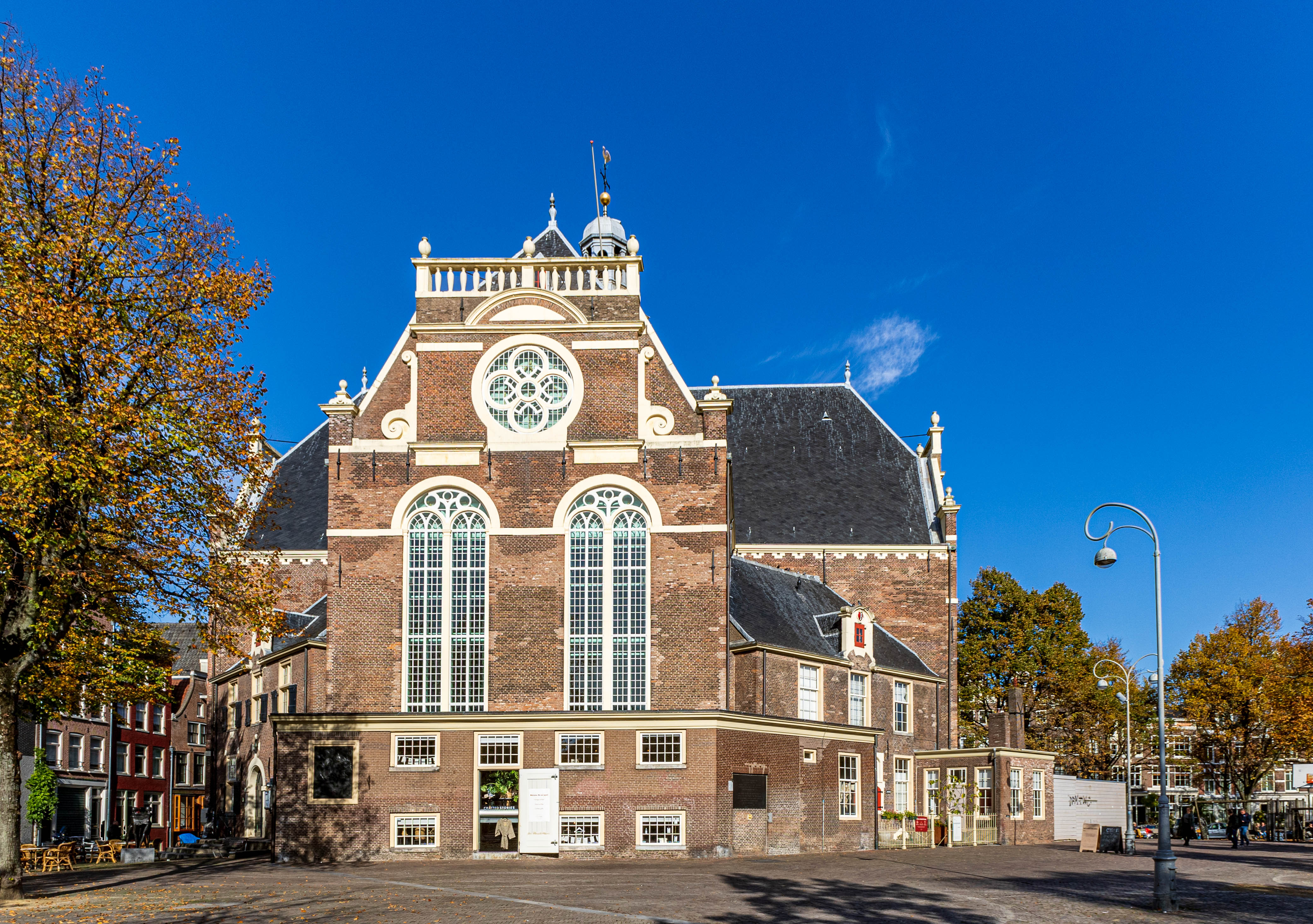
Noorderkerk 1620-1623

Do Amsterdamu napływało też coraz więcej robotników, także z zagranicy (w większości z protestanckich Niemiec) – dla nich powstały wąskie domki, m.in. w dzisiejszej dzielnicy Jordaan. W 1655 r. zbudowano nowy ratusz według projektu Jacoba van Campena. W XVII wieku powstały nowe kościoły protestanckie – Zuiderkerk, Noorderkerk i Westerkerk. Nie obyło się bez gorszych momentów – w 1664 r. ofiarą epidemii dżumy padło ok. 10% mieszkańców.
W złotym wieku rozwijała się także sztuka. W tym czasie w Amsterdamie mieszkali i tworzyli pisarze i poeci – P. C. Hooft, Joost van den Vondel i Bredero, kompozytor Sweelinck i najsłynniejsza postać miasta – malarz Rembrandt. Tu zapisywali swoje myśli Spinoza i Kartezjusz. Miasto stało się ośrodkiem handlu sztuką, głównie ze względu na bogactwo mieszkańców, którzy chętnie inwestowali w luksusowe produkty, w tym także dzieła sztuki. W 1632 r. otwarto Athenaeum Illustre – szkołę, która później przekształciła się w Uniwersytet Amsterdamski. W 1638 r. powstał pierwszy teatr, w którym od 1642 r. odbywały się także przedstawienia baletowe. Opery wystawiano w Amsterdamie od 1677 r., najpierw włoskie i francuskie, ale w XVIII wieku także niemieckie.

## XVIII wiek

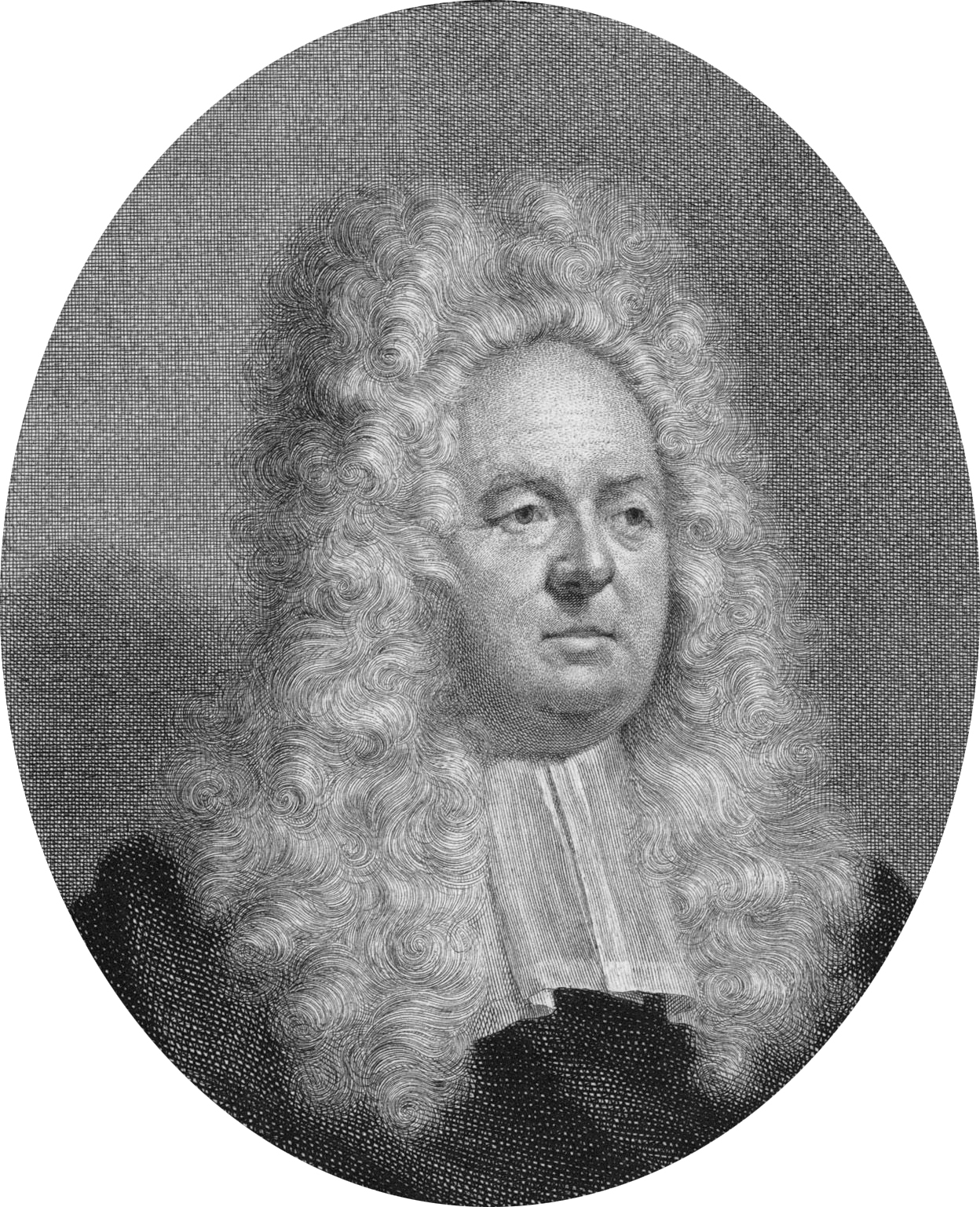
Jan Six II (1668-1750) 16-krotny burmistrz Amsterdamu

W latach 1650–1850 r. powierzchnia miasta powiększyła się nieznacznie, jednak przybywało ludności. Miasto wciąż czerpało korzyści z handlu i portu. W XVIII wieku Amsterdam, z jego stosunkowo łagodną cenzurą, był jedną ze stoli europejskiej myśli oświeceniowej. Wydawany w latach 1690-1750 w Amsterdamie: Europische Mercurius był typowym źródłem informacji politycznych z różnych części świata. Była to wydawana dwa razy rocznie 300-stronicowa księga. Czytywano wówczas też typowe pisma informacyjne: Amsterdamsche Courant i Oprechte Haarlemsche Courant wydawaną przez Abrahama Casteleyna. Teoretycznie nie wolno było krytykować ustroju Republiki, lecz jednak zdarzało się to; wystarczy wspomnieć choćby oranżystowskie pismo Leonidas wspierane przez Willema Bentincka, czy De Koopman stwierdzający w latach siedemdziesiątych XVIII wieku upadek polityczny i społeczny Republiki. 
Wojny młodej republiki z Francją i Anglią miały zły wpływ na Amsterdam. Zamożniejsze klasy społeczne bogaciły się jeszcze bardziej, natomiast biedniejsi mieszkańcy miasta często nie mogli zaspokoić swoich podstawowych potrzeb. Mieszczanie, spośród których coraz więcej umiało czytać, podchwycili rewolucyjne idee z Francji i Anglii – chcieli udziału we władzy, żądali walki z korupcją, w 1748 r. miasto ogarnęły zamieszki (miały one miejsce także w innych częściach kraju) – plądrowano i niszczono domy poborców podatkowych. Przywódców powstania schwytano i powieszono. Te same idee odżyły w kolejnym pokoleniu – w ruchu Patriotów. W 1795 r. z pomocą rewolucjonistów francuskich, pod hasłami wolności, równości i braterstwa zajęli oni m.in. Amsterdam, gdzie utworzyli własną radę miejską. Najgorzej powodziło się miastu w czasie wojen napoleońskich – w 1795 r. Francuzi zablokowali port w Amsterdamie i tym samym dopływ gotówki. Mieszkańcy zaczęli opuszczać miasto, pozostawiając po sobie puste domy. 

## XIX wiek

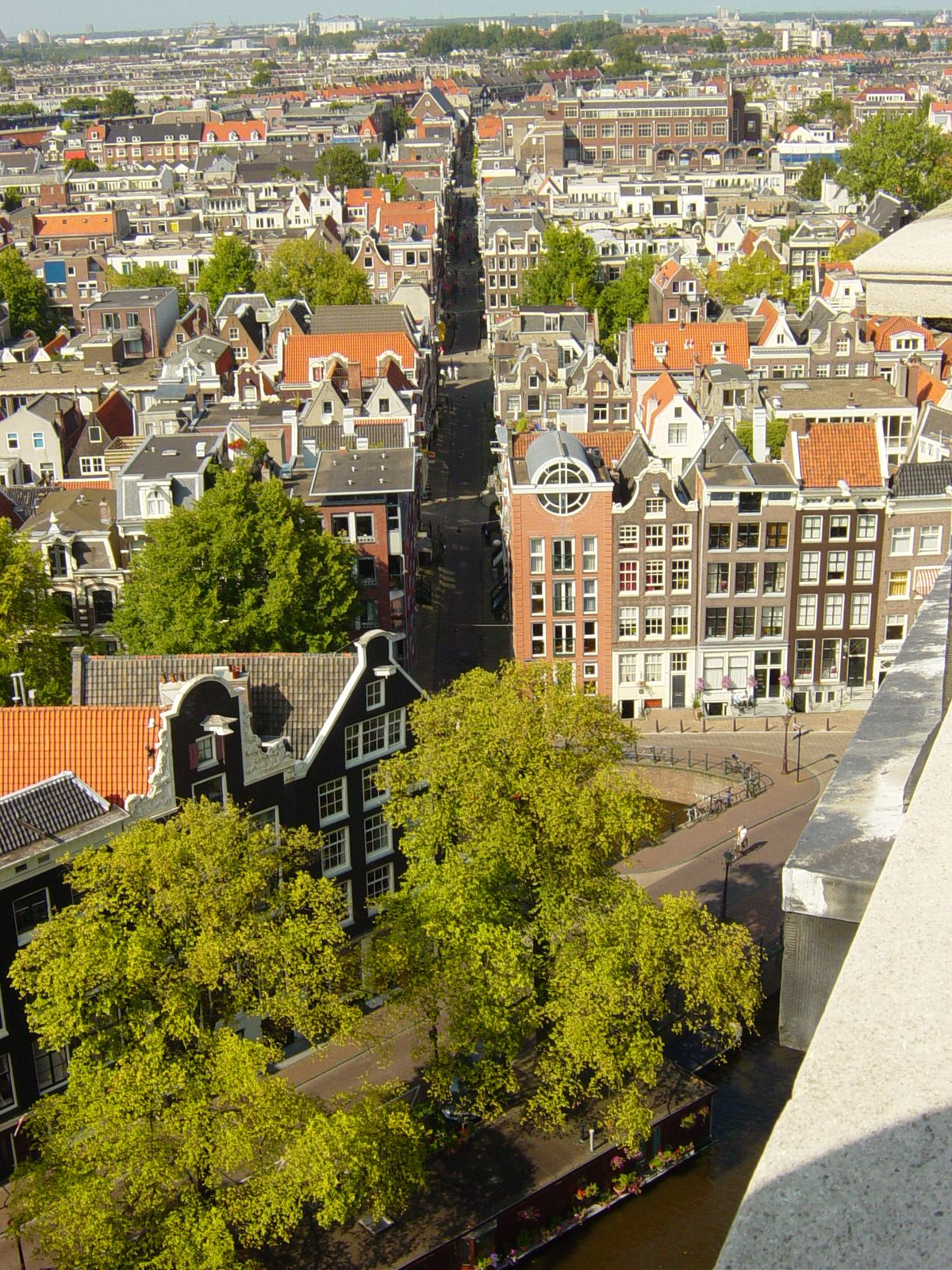
Dzielnica Jordaan

Wkrótce rozwiały się także marzenia o demokratycznych rządach – w 1806 r. władzę, jako król Królestwa Holandii, przejął brat Napoleona Bonaparte – Ludwik, który za stolicę i swoją siedzibę obrał Amsterdam. Zamieszkał tu w 1808 r. w ratuszu na placu Dam. Od tego momentu budynek ten pełni funkcję pałacu królewskiego. W czasie czteroletniego panowania Ludwika powstało Muzeum Narodowe w Amsterdamie – Het Rijksmuseum. 

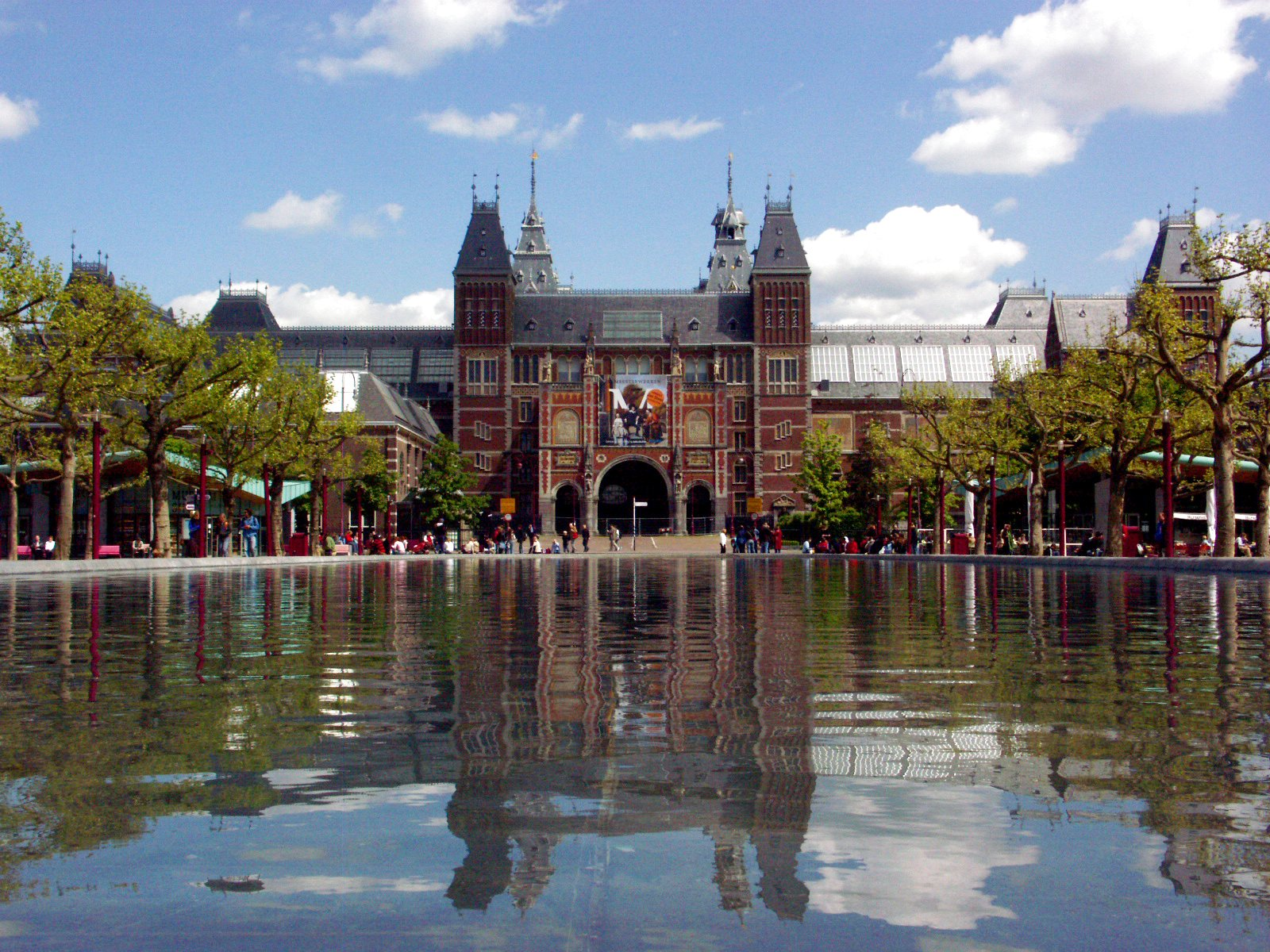
Muzeum Narodowe – Rijksmuseum

W 1815 r., po porażce Napoleona, tytuł królewski w Holandii przyjął książę z dynastii Orańskiej – Wilhelm I. Amsterdam pozostał oficjalnie stolicą (do 1830 r. do spółki z Brukselą) Niderlandów, jednak rząd przeniósł się do swojej poprzedniej siedziby w Hadze. Od tego momentu Amsterdam zaczął się odradzać. Po powstaniu belgijskim, miał on monopol na handel z koloniami, a pozycja portu została jeszcze umocniona dzięki wybudowaniu Kanału Północnoholenderskiego i Kanału Morza Północnego. Liczba mieszkańców ponownie zaczęła rosnąć – w 1810 r. było ich 180 tys. a w 1900 już 520 tys. Wpływ na poprawę sytuacji finansowej miasta miała także rewolucja przemysłowa. W 1870 r. nastąpiła liberalizacja handlu z Indiami Wschodnimi. W tym samym roku dotarł też do Amsterdamu pierwszy ładunek diamentów z Afryki Południowej – co utrwaliło pozycję Amsterdamu na rynku diamentów. Dzięki tak dobrej sytuacji miasto stało się niezwykle atrakcyjne dla mieszkańców wsi, którzy przybywali do stolicy i tu szukali pracy w przemyśle. Miasto było przepełnione, a warunki w których pracowali i mieszkali robotnicy pozostawiały wiele do życzenia, rosło wiec niezadowolenie, a wraz z nim w siłę rósł ruch socjalistyczny. Władze starały się stłumić socjalistyczne zapędy robotników i sięgały po drastyczne środki – w latach 80. i 90. XIX wieku starcia między socjalistami i policją zdarzały się niemal co tydzień, najbardziej znanym wydarzeniem z tego okresu jest Palingoproer z 1886 r., kiedy wojsko zabiło 26 protestujących.
Pod koniec XIX wieku Amsterdam przeżywał swój drugi złoty wiek – po wybudowaniu Kanału Morza Północnego, który dawał miastu bezpośrednie połączenie z Morzem Północnym, powstał port we wschodniej części miasta, skąd wypływały statki parowe z emigrantami, m.in. do Ameryki Północnej. W 1889 r. Amsterdam stał się także ważnym węzłem kolejowym z dworcem Cetraal Station. W mieście powstawały nowe teatry, muzea, hotele i magazyny. Zbudowano także Stelling van Amsterdam – system obronny z 42 fortami. Rosły domy mieszkalne, głównie w dzielnicach niższej klasy średniej – Pijp, Dapperbuurt, Kinkerbuurt, czy Staatsliedenbuurt. Biedota zamieszkiwała m.in. Jordaan.
Życie kulturalne Amsterdamu w XIX wieku skupiało się w okolicy ul. Nes. W 1885 r. wybudowany został nowy budynek dla Het Rijksmuseum i tam znajduje się ono do dziś.

## XX wiek do 1940 r.
Miasto rosło – do Amsterdamu przyłączono pobliskie gminy – Nieuwer-Amstel, Sloten, Watergraafsmeer, Buiksloot, Nieuwendam i Ransdorp. W 1930 r. Amsterdam liczył 757 tys. mieszkańców. Port rozrastał się w kierunku zachodnim. W latach 20. powstało małe lotnisko Schiphol. W 1932 r. wybudowano tamę od Morza Północnego – Afsluitdijk.
Chociaż w czasie I wojny światowej Holandia pozostała neutralna, to Amsterdam ucierpiał znacznie ze względu na brak żywności. Głód prowadził do zamieszek – grabiono m.in. statki z dostawami dla armii.
W 1928 r. odbyły się w Amsterdamie igrzyska olimpijskie.

## II wojna światowa

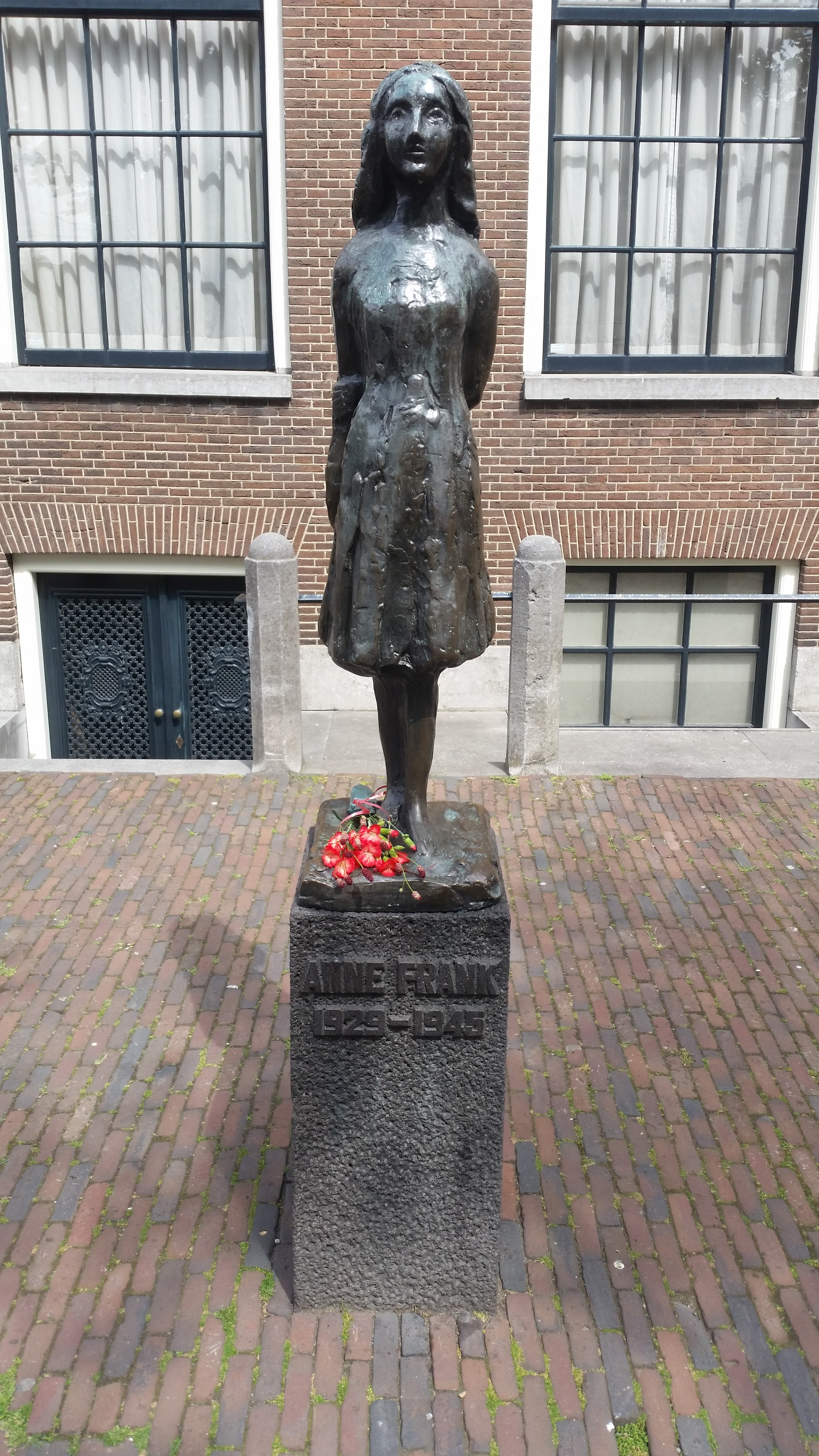
Pomnik Anny Frank w Amsterdamie

10 maja 1940 r. Niemcy napadły na Holandię. Po pięciu dniach podpisano kapitulację, a Amsterdam znalazł się pod okupacją niemiecką. II wojna światowa nie przysporzyła Amsterdamowi dużych strat materialnych (poza pomyłkowymi bombardowaniami ze strony aliantów). Jednak wojna dotknęła Amsterdam w inny sposób – z miasta deportowano ponad 100 tys. Żydów, w tym słynną Annę Frank – Amsterdam stracił ok. 10% mieszkańców i prawie cały przemysł diamentowy. Pierwsza akcja przeciwko Żydom miała miejsce 22 lutego 1941 r. Odpowiedzią na nią był strajk generalny amsterdamczyków (25 i 26 lutego). Masowe deportacje rozpoczęły się w lipcu 1942 r.
Zima głodu w latach 1944-1945 także przyniosła wiele ofiar śmiertelnych i strat materialnych – wiele domów, zwłaszcza opuszczonych przez Żydów, zostało splądrowanych w poszukiwaniu materiału na opał.

## Lata powojenne. Lata 1960-1970.

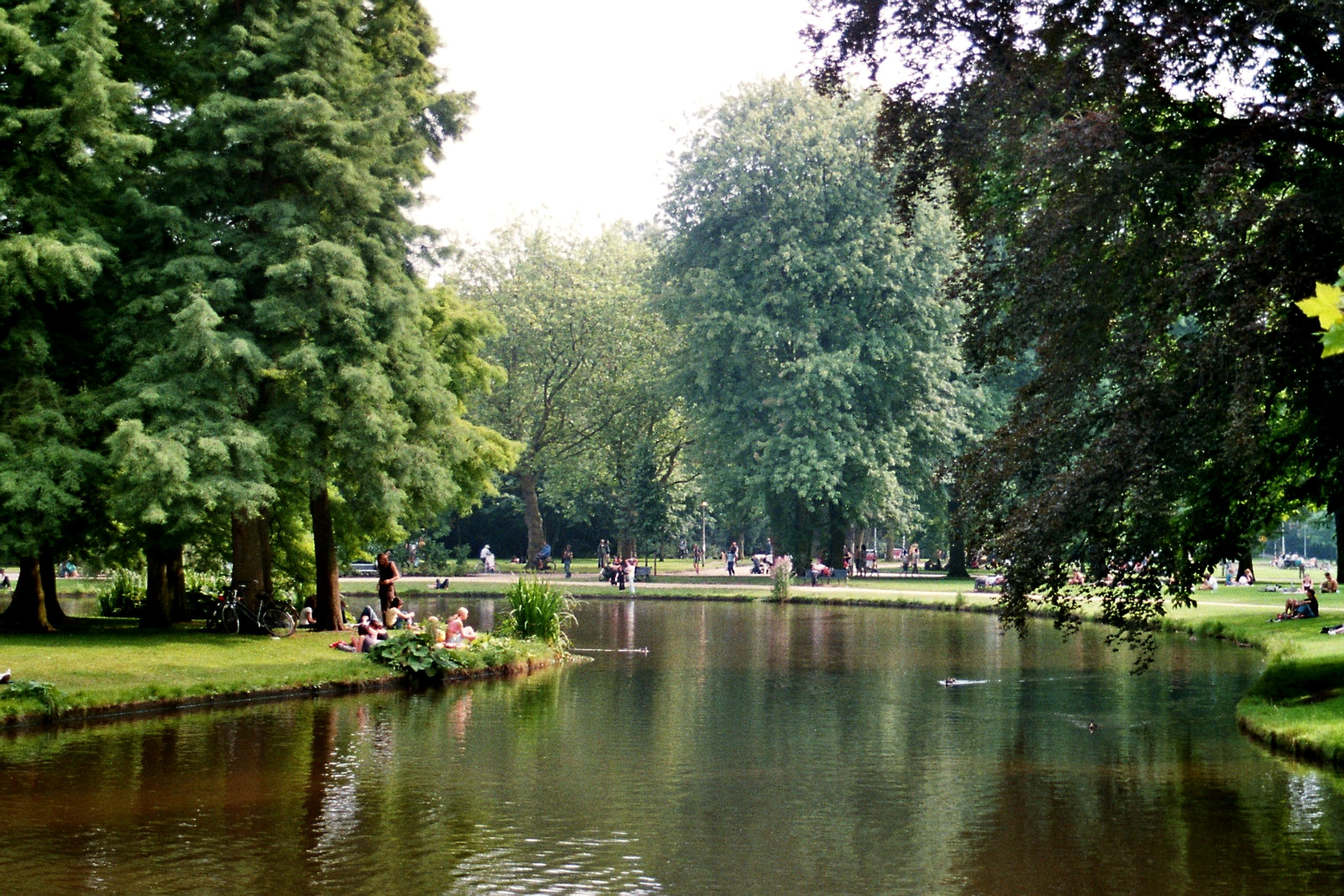
Vondelpark

Po wojnie zaczęto realizować plan rozbudowy, który powstał jeszcze w latach 30., ale z powodu kryzysu, a potem wojny nie został przeprowadzony. Powstały Westelijke Tuinsteden i Buitenveldert.
W latach 60. powstały plany utworzenia „city” – liczba mieszkań w centrum miasta miała zostać ograniczona na rzecz przemysłu. Wtedy rozpoczęto też przygotowania do budowy metra. Rewolucja kulturalna w latach 60. i 70. przyniosła Amsterdamowi miano magicznego miasta – tolerancja dla używania miękkich narkotyków sprawiła, że miasto stało się popularnym miejscem hipisowskim. Koniec lat 60. to, podobnie jak na całym świecie, czasy protestów studenckich – w Amsterdamie studenci okupowali siedzibę władz uniwersyteckich, a plac Dam i Vondelpark stanowiły miejsca noclegowe hipisów. W mieście wybuchały liczne zamieszki i starcia hipisów i anarchistów z policją. Miasto stało się symbolem kultury młodzieżowej.
Amsterdam zmieniał się nie tylko pod względem wizualnym, ale także demograficznym (mniejsze rodziny) i etnicznym – w latach 50. i 60. przyjeżdżało tu do pracy wielu imigrantów z Hiszpanii i Włoch. W latach późniejszych osiedlali się Turcy i Marokańczycy. Inną nową grupą etniczną wśród mieszkańców Amsterdamu byli imigranci z Surinamu (zwłaszcza po 1975).

## Lata 1980-1990

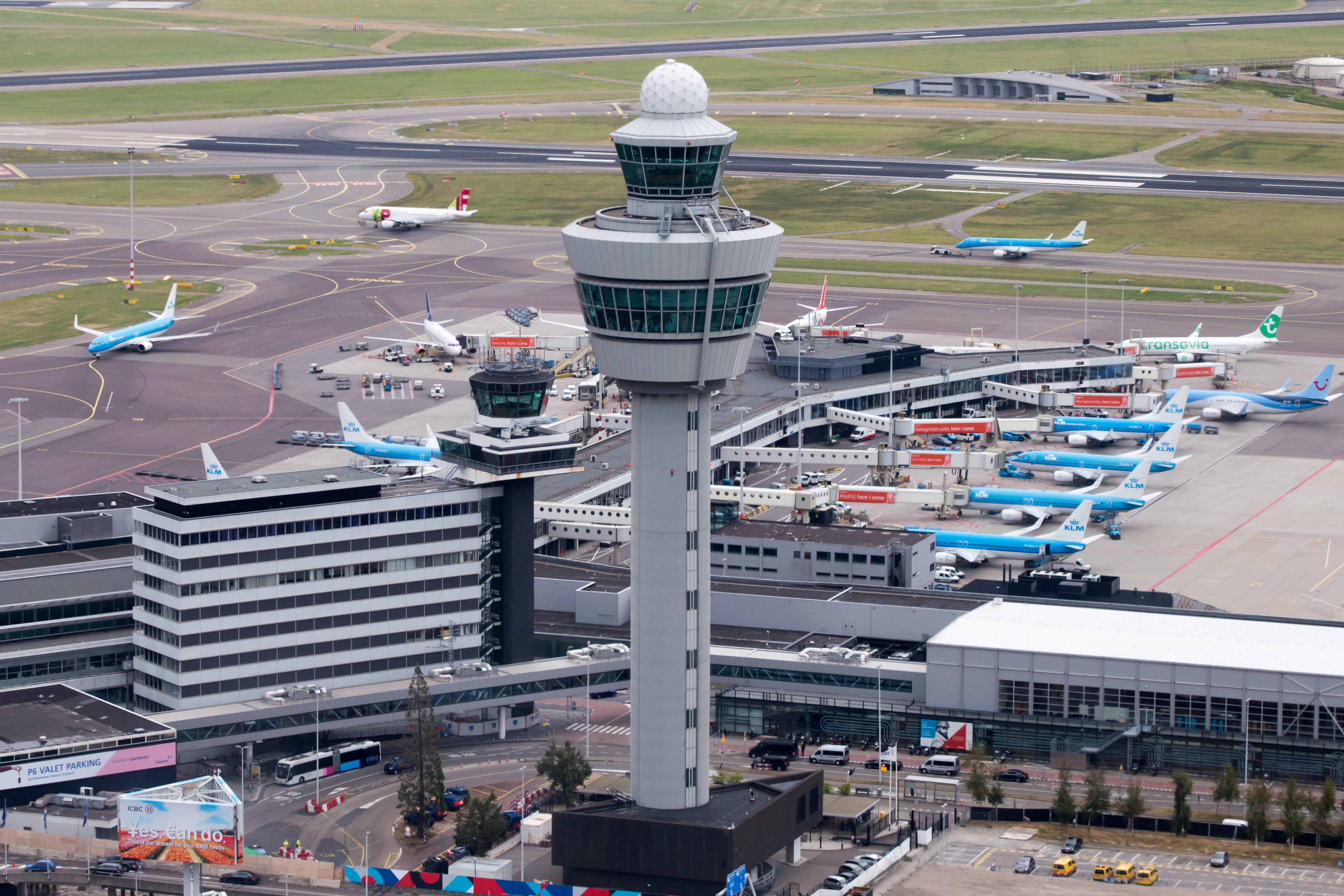
Schiphol

W latach 70. i 80. miały miejsce ważne zmiany w strukturze miasta – rozpoczęto przebudowę i odnowę istniejących budynków, wielu mieszkańców wyprowadziło się na prowincję, a ci, którzy pozostali, odnawiali twarz miasta. Dzielnica Jordaan, niegdyś robotnicza, stała się teraz niezwykle popularna wśród dobrze zarabiających i wykształconych młodych ludzi. Wraz z nimi pojawiły się tu liczne kawiarnie i restauracje.
Lata 80. rozpoczęły się dla Amsterdamu zamieszkami. W dniu koronacji królowej Beatrix (30 kwietnia 1980) pod hasłem „Nie ma domu, nie ma tronu” (Geen woning, geen kroning) na plac Dam wylegli dzicy lokatorzy, którzy walczyli o prawo do koczowania w pustych mieszkaniach. Władze miejskie musiały użyć policji i wojska do stłumienia protestów.
W 1992 r. w dzielnicy Amsterdamu Bijlmermeer rozbił się samolot transportowy El Al – zginęło 43 osoby.
Lata 80. i 90. to przede wszystkim czas reform i naprawy gospodarki miasta. Centrum Amsterdamu udało się zachować charakter mieszkalny (pomimo planowanych reform w latach 60.), ale znalazły tu także dla siebie miejsce liczne firmy. Powstało centrum finansowe Zuidas z licznymi bankami, giełdami i firmami ubezpieczeniowymi. Amsterdamski port i rozbudowane lotnisko Schiphol przywróciły miastu ważną pozycję na komunikacyjnej mapie Europy.

## XXI wiek

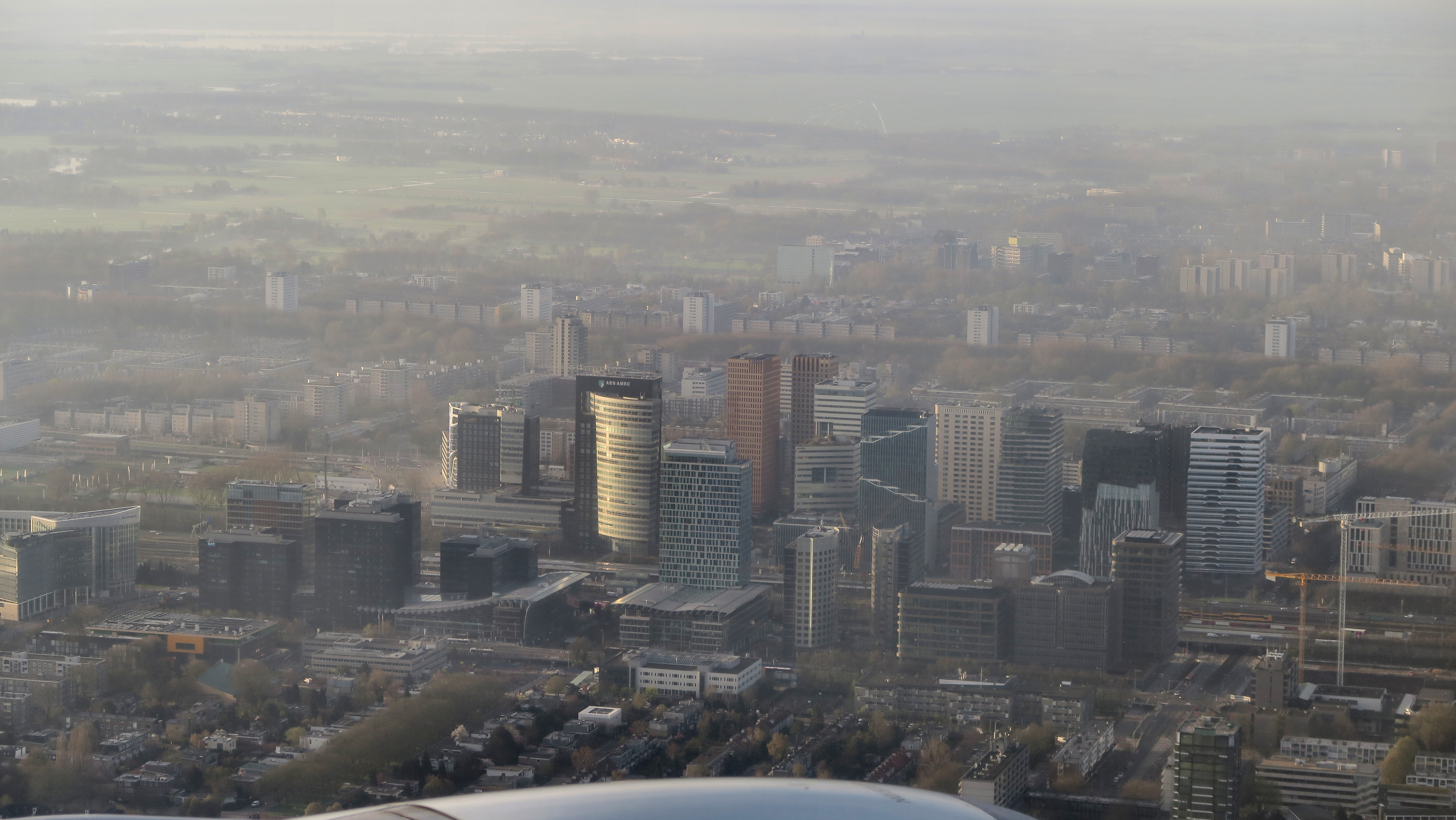
Nowoczesny: Amsterdam Zuidas

Na początku nowego tysiąclecia największym problemem miasta jest bezpieczeństwo, dyskryminacja i segregacja religijna. Amsterdam jest miastem wielokulturowym. Około 45% populacji pochodzi z rodzin imigrantów. Amsterdam znany jest z tolerancji, jednak tolerancja ta została zagrożona przez morderstwo popełnione przez islamskiego fundamentalistę Mohameda Bouyeri na reżyserze Theo van Goghu 2 listopada 2004 r. Burmistrz Amsterdamu ze swoimi współpracownikami utworzył program dialogu i tolerancji, ale jednocześnie bezwzględności wobec łamania prawa.
Amsterdam wciąż się rozbudowuje, powstają nowe domy, nowe firmy i nowe biura. W 2002 r. rozpoczęła się też budowa nowej linii metra, która ma połączyć część północną i południową miasta.